# حسين أباد سنغبست
حسين‌ أباد سنغبست (بالفارسية: حسین‌آباد سنگ‌بست) هي قرية تقع في قسم سنغ بست الريفي في إيران.